# Boliwia na Letnich Igrzyskach Olimpijskich 1968
Boliwię na Letnich Igrzyskach Olimpijskich 1968 reprezentowało 4 zawodników, byli to sami mężczyźni.

## Kajakarstwo
- Fernando Inchauste
  - K1 1000 m – nie ukończył

## Jeździectwo
- Roberto Nielsen-Reyes
  - Skoki indywidualnie – 34. miejsce

## Strzelectwo
- Carlos Asbun
  - Trap – 51. miejsce

- Ricardo Roberts
  - Trap – 52. miejsce